# Idealismo absoluto
El idealismo absoluto es una filosofía ontológicamente monista atribuida a Georg Wilhelm Friedrich Hegel. Como forma de idealismo, consiste en la consideración de Hegel acerca de cómo el ser es en última instancia comprensible como un todo integral. Hegel afirmaba que para que el sujeto pensante (la razón humana o la conciencia) fuera capaz de conocer su objeto (el mundo) debe existir, en algún sentido, una identidad de pensamiento y de ser. De manera contraria, el sujeto no tendría acceso al objeto y no tendríamos ninguna certeza acerca de nuestro conocimiento del mundo. Para tener en cuenta las diferencias entre pensamiento y ser, sin embargo, así como la riqueza y diversidad de cada uno, la unidad de pensamiento y el ser no puede ser expresada como la identidad abstracta "A = A". El idealismo absoluto es el intento de demostrar esta unidad utilizando un nuevo método filosófico "especulativo", que requiere de nuevos conceptos y reglas de lógica. Según Hegel, el fundamento absoluto del ser es esencialmente un proceso dinámico e histórico de necesidad que se desarrolla por sí mismo a través de formas cada vez más complejas de ser y de conciencia, en última instancia dando lugar a toda la diversidad del mundo y a los conceptos con los que pensar y dándole sentido a la existencia.
La posición idealista absoluta fue dominante en el siglo XIX en Alemania, Gran Bretaña y, en menor grado, en los Estados Unidos. La posición idealista absoluta debe distinguirse del idealismo subjetivo de Berkeley, el idealismo trascendental de Kant o los idealismos de Fichte y Schelling.